# Brandon Byram
Brandon Byram (ur. 11 września 1988) – amerykański lekkoatleta, sprinter.
Medalista mistrzostw NCAA.

## Osiągnięcia
| Rok  | Impreza                       | Miejsce | Konkurencja        | Lokata     | Wynik  |
| ---- | ----------------------------- | ------- | ------------------ | ---------- | ------ |
| 2010 | Młodzieżowe mistrzostwa NACAC | Miramar | Sztafeta 4 x 100 m | 1. miejsce | 38,96  |
| 2010 | Młodzieżowe mistrzostwa NACAC | Miramar | Bieg na 200 m      | 2. miejsce | 20,46w |

## Rekordy życiowe
- Bieg na 200 metrów – 20,27 (2014) / 20,21w (2013)
- Bieg na 200 metrów (hala) – 20,46 (2010)